# Albert Grønbæk
Albert Grønbæk Erlykke (født 23. maj 2001) er en dansk fodboldspiller, der spiller for italienske Genoa, på lån fra franske Stade Rennais F.C., samt for det danske landshold. Han er offensiv midtbanespiller.

## Klubkarriere
Albert Grønbæk spillede i Vejlby-Risskov Idrætsklub (VRI), som er en af AGF's samarbejdsklubber, inden han som U/14-spiller skiftede til AGF.

### AGF
Grønbæk fik efterhånden etableret sig på AGF's U/17- og U/19-hold, og han fik desuden  kampe på reserveligaholdet. I januar 2020 fik han en seniorkontrakt, der udløber i sommeren 2024.
I april 2019 blev han tildelt Martin Jørgensens Talentpris, der bliver tildelt "[...] en ungdomsspiller, en træner eller et hold, som er en god ambassadør for AGF's talentudvikling,  og som ved hjælp af hårdt, målrettet og vedholdende arbejde opnår resultater og viser vejen for andre."
Albert Grønbæk fik sin førsteholdsdebut i en pokalkamp mod Marstal/Rise 11. september 2019, og superligadebuten kom 7. juni 2020 mod AaB, hvor han kom ind mod slutningen af kampe og fik betydning for kampens udfald, da der blev begået straffespark mod ham, hvilket resulterede i mål og sejr på 3-2 til AGF. Han fik i alt ni kampe på førsteholdet i sæsonen 2019-2020.
Samtidigt med Sebastian Hausner skrev han medio december 2020 under på en kontraktforlængelse gældende frem til udgangen 2025.
De følgende par år fik Grønbæk mange kampe på AGF's førstehold, og han tiltrak sig efterhånden interesse fra større klubber.

### Bodø/Glimt
Det var derfor ikke nogen stor overraskelse, da AGF solgte ham til norske FK Bodø/Glimt i august 2022 i, hvad AGF meddelte var ny salgsrekord for klubben. I sin nye klub fik Grønbæk kontrakt frem til 2027. I Bodø/Glimt kom Grønbæk til at spille kvalifikationskampe til Champions League, og han scorede et mål i en af disse kampe mod Dinamo Zagreb, men det var ikke nok til kvalifikation. I stedet kom holdet i Europa League, hvor Grønbæk igen gjorde sig bemærket, da han mod PSV Eindhoven scorede et mål, der blev kåret som rundens mål.

### Rennes
Efter en fremragende periode i Bodø, hvor han særligt i foråret 2024 brillerede med adskillige mål fra sit udgangspunkt på midtbanen, blev Grønbæk i juli samme år solgt til Rennes i den franske Ligue 1. Salget var det største til dato fra den norske Eliteserie med et beløb på 15 millioner euro ifølge flere norske medier.

### Southampton
I januar 2025 blev Grønbæk lejet ud til den engelske Premier League-klub Southampton F.C. med virkning til sæsonafslutningen samme år.

### Genoa
Fra begyndelsen af den følgende sæson blev Grønbæk igen lejet ud, denne gang til italienske Genoa C.F.C., som i forvejen havde to danskere, Morten Frendrup og Sebastian Otoa, på holdet.

## Landshold
Albert Grønbæk har spillet et par kampe på de danske U/18- og U/19-landshold. 6. juni 2019 scorede han et af målene i 3-3-kampen mod Wales U/19 i sin U/19-landsholdsdebut. I 2021 fik han debut på U/21-landsholdet og nåede her syv kampe, hvor han scorede ét mål.
I efteråret 2024 blev han første gang udtaget til det danske A-landshold og fik plads i startopstillingen i Nations League-kampen mod Schweiz 5. september. Her gjorde han det så godt, at han af de danske fans blev kåret til kampens spiller i 2-0-sejren. Tre dage senere var han igen i startopstillingen og scorede her sit første A-landskampsmål i en ny 2-0-sejr, denne gang over Serbien.